# حقوق ال‌جی‌بی‌تی در صربستان
افراد لزبین، همجنس‌گرا، دوجنس‌گرا و تراجنسیتی (LGBT) در صربستان ممکن است با تبعیض‌های قانونی مواجه شوند که ساکنان غیر ال‌جی‌بی‌تی با آن مواجه نیستند. فعالیت جنسی همجنس‌گرا مرد و زن (گی و لزبین) در صربستان قانونی است و تبعیض بر اساس گرایش جنسی در زمینه‌هایی مانند اشتغال، آموزش، رسانه‌ها، و ارائه کالاها و خدمات و … ممنوع است. با این وجود، خانوارهای تحت سرپرستی زوج‌های همجنس‌گرا، واجد شرایط حمایت‌های قانونی مشابهی نیستند که برای زوج‌های دگر جنس گرا وجود دارد.
در می ۲۰۱۴(اردیبهشت ۱۳۹۳ هجری شمسی)، عفو بین‌الملل صربستان را یکی از تعدادی از کشورهایی معرفی کرد که در آن فقدان قانون برای مقابله با همجنس‌گرا هراسی (همجنس‌گرا ستیزی) و تراجنسی هراسی (تراجنسی ستیزی) وجود دارد و خاطرنشان کرد که مقامات دولتی بارها راهپیمایی‌های غرور اقلیت‌های جنسیتی (LGBT Pride) را بر اساس تهدیدهای خشونت‌آمیز علیه گروه‌های همجنس‌گرا ممنوع کرده‌اند و شکست خورده‌اند. برای محافظت از افراد و سازمان‌های ال‌جی‌بی‌تی در برابر تبعیض، از جمله تهدیدات کلامی و رسانه‌های اجتماعی و حملات فیزیکی. بلگراد پراید (راه‌پیمایی و تجمع اقلیت‌های جنسیتی در بلگراد پایتخت صربستان) با موفقیت در سپتامبر ۲۰۱۴ (شهریور ۱۳۹۳ هجری شمسی) در بلگراد برگزار شد. از آن زمان، رژه‌های غرور (راه‌پیمایی‌های اقلیت‌های جنسیتی) موفقی هر ساله برگزار می‌شود و شهرداران منطقه ای و برخی از وزرای دولت به‌طور مرتب در آن شرکت می‌کنند. در سال ۲۰۱۶، انجمن ILGA-Europe(انجمن حمایت از حقوق دگر باشان اروپا) صربستان را از نظر حقوق ال‌جی‌بی‌تی از ۴۹ کشور اروپایی در رتبه ۲۸ قرار داد.
در ژوئن ۲۰۱۷(خرداد ۱۳۹۶)، آنا برنابیچ نخست‌وزیر صربستان شد، به عنوان اولین زن و اولین همجنس‌گرا که به‌طور آشکار این مقام را بر عهده گرفت، و به‌طور کلی دومین زن رئیس دولت ال‌جی‌بی‌تی (بعد از یوهانا سیگواردوتیر از ایسلند) شد. او همچنین اولین نخست‌وزیر صربستان بود که در رژه غروراه پیمایی اقلیت‌های جنسیتی) شرکت کرد.